# 聖歌 (総合版)
『聖歌』総合版（せいか・そうごうばん）は日本教会音楽研究会・聖歌の友社（代表=和田健治）が編集・発行した聖歌集である。日本の福音派がバックストン師の指導により、19世紀末に発行された「救の歌」からの日本福音聖歌史が、100年にわたる中で完成した『聖歌』総合版である。40年以上かけ日本福音聖歌史100年を総括し、世界名聖歌を各種バランス良く集大成した全818曲を収録。2002年に発行。
「旧聖歌」より638曲、新曲180曲（「青年聖歌」「こどもせいか」「リバイバル聖歌」）他により構成。本書は、信徒が聖書に従い（コロサイ3：15・16他）、社会変化等による多様性は尊重しつつ、各時代や教派を超えて一致して歌い、成長するための共通聖歌である。ゆえに永続出版する必要があり、他の団体との協力関係を作って行う。
『聖歌』総合版は通称であり、正式書名（奥付による）は『聖歌』。副題subtitleは総合版。『聖歌』の書名は、1958年発行の中田編では、1927年発行の由木著が廃刊されていたので使えた。また現在の2002年発行の和田編では、1958年発行の中田編が廃刊されていたので使えたわけである。
1958年に中田羽後（62歳。日本の教会音楽史上の大家）が編集した『聖歌』を出版した。その2年後から、和田健治（26歳）が中田羽後に師事し始め、作品を発表するようになった。出版された聖歌集や、詩人・野上彰と組んで作曲した校歌や、カンタータ「主の祈り」等を中田は評価し、自分が作曲を予定していた多くの詞を和田に託した。
1968年に中田羽後は狭心症で入院。視力や体力が衰えてきたので、退院後、1969年1月に、和田健治と一緒に月刊『聖歌の友』を創刊して主筆となった。編集・発行は和田健治（以後、23年間にわたり195号まで発行）。『聖歌』普及活動の全体を主宰し、また改訂に必要な資料も集めた。中田の生涯を記録する資料は後継者の和田に与え、また「聖歌の友」を刊行した屋号を「聖歌の友社」と称した。それ以降、出版部門を「聖歌の友社」としている。（2003年に聖歌の友社有限会社を設立。）
1971年に中田羽後は心筋梗塞で入院。医者から活動を止められた中田は和田に対し、関係者立ち会いのもとに「今後、中田著作物全体を聖歌の友社から順次、未発表のものから出版してもらいたい。それらに関する判断や責任はすべて和田健治に託す。」と言われた（「聖歌の友」1973年3月号参照）。そして、遺言書には『聖歌の友』の主筆は和田健治に移る。従って、聖歌の友社出版の諸出版物は、今まで通り和田健治が所有すると記しておく」と約束した。（これらのことは「月刊聖歌の友」参照）
1971年より、教会音楽全国講習会や各地の講習会を毎年開催して、『聖歌』を中心に教会音楽の理論と実技の充実を図った。1972年に、『聖歌』改訂の試用版を兼ねた『青年聖歌』を中田と和田の共編により出版した。1974年に中田羽後が急逝する。中田の遺言書には、和田健治に関して前記した約束の通りに「『聖歌の友』の主筆は和田健治に移る。従って、聖歌の友社出版の諸出版物は、今まで通り和田健治が所有する」と記されていた。遺言書は和田健治が保管し、中田の遺志に従うことになり、中田の研究を和田が引き継いで現在まで続けている。
2001年に『新聖歌』が日本教会音楽研究会には相談なしに編集・発行され、同時に『聖歌』が廃刊された。そこで同研究会に対して全国的な要請が起こり、研究会は広くアンケートなどにより調査・検討した。そして、日本の教会の成長のためには『聖歌』が必要不可欠でありとの信念で、多くの協力もあり、2002年に聖歌の友社から、和田健治が新たに編集した『聖歌』総合版を出版。その後、販売妨害が生じた。和田健治（原告）はそれに対して、妨害差し止め請求による裁判をした結果、判決により「妨害の理由とされた『聖歌』総合版の書名、記譜のスタイル、編集著作権などが違法なものではない」と認められ、解決し、確定した。
本書の主な特徴  ▲ 初の総合版であり、永続出版する共通聖歌である。▲ 旧「聖歌」から638曲と「青年聖歌」その他から180曲。古今の多種多様の名聖歌曲を網羅した聖歌集。▲ 「讃美歌」は文語体であるが、「聖歌」総合版は口語体が164曲ある（旧「聖歌」は69曲）。▲ 日本人の作詞は149曲ある（旧「聖歌」は70曲）。また日本人の作曲は85曲ある（旧「聖歌」は9曲）。▲ 霊の歌を中心として約50％の曲を、コードネーム付き楽譜にした。　▲ ピアノ伴奏譜スタイルも多い。記譜法は世界共通の標準である。▲ 生涯学習教本を兼ねた各種の解説がある。▲ 付録：日本福音聖歌史100年。
ビリー・グラハム大会、聖書信仰運動、日本伝道会議、聖歌の友での聖歌募集によって生まれた聖歌等を含む。なお、現在、韓国の会衆賛頌歌研究委員会発行の「会衆賛頌歌」45番に、「聖歌」総合版199番（和田健治作曲）が選曲されている。

## 内容

### 第1部「詩篇歌(24曲)」
最もよく歌われている16世紀のジェネバ詩篇歌である。歌いやすい日本語訳で収録されている。旧「聖歌」では1～60番までが、実際は交読文であった。しかも詩篇以外も交じっているが、現行「聖歌」は交読文であり、1～20番はジェネバ詩篇歌である。

### 第2部「賛美(359曲)」
「聖歌」から299曲、他の歌集から60曲を収録した。荘重で、重厚な、形式的に整ったものだけではなく、第2～4部の中には、みことばを歌う短い聖歌（みことば短歌と呼び、伴奏なしに歌うことができる。合計16曲）。主の祈り、使徒信条、礼拝式用レスポンスなどもある。定礎式・竣工感謝、誕生日祝、母の日、祖国、結婚式、卒業式等の聖歌がある。

### 第3部「霊の歌(316曲)」
「聖歌」から281曲、他の歌集から35曲を収録した。19世紀から20世紀にかけてのリバイバル（信仰復興運動）に歌われたゴスペルソングの中で優れた曲を採用した。「福音唱歌」「リバイバル聖歌」などにも収録された現代的聖歌。および季節に因んだ聖歌、ビリーグラハム国際大会、聖書信仰運動、日本伝道会議などの聖歌。

### 第4部「子供聖歌(50曲)」
「聖歌」から22曲、「こどもせいか」から28曲を収録した。福音、救い、信仰生活など伝道に関する曲が多い。また、こども祝福式、教会行事、礼拝、家庭礼拝そのほかの聖歌もある。伴奏はピアノ用も多くあり、子供たちが親しめる曲である。子供聖歌隊用など様々なスタイルの聖歌や短い曲もあり、全体として、いろいろな表現スタイルがあり、また子供の伝道を重視した内容である。

### 第5部「合唱聖歌(69曲)」
「聖歌」から12曲、他の歌集から57曲を収録した。聖歌隊によって歌われる聖歌だけでなく独唱用、重唱用もある。曲のレベルは、初歩の簡単なものから高度なものまである。味わい深い名曲が多いので、まず一度、携帯聖歌プレーヤーによって、全曲を通して聴いて見るとよい。聖歌隊以外の方々も聴いて癒される曲が沢山ある。[例]750「われらはのぼるよ」、760「神は世を愛されて」、761「喜びと愛の」、780「死の力を」、790「諸天は神の」、817「きよらに星すむこよい」